# Slapnica (Chorwacja)
Slapnica – wieś w Chorwacji, w żupanii zagrzebskiej, w mieście Samobor. W 2011 roku liczyła 16 mieszkańców.